# Svetlana Ficová
Svetlana Ficová, roz. Svobodová (* 6. září 1964 Žilina) je slovenská advokátka, univerzitní profesorka v oboru občanského práva a bývalá podnikatelka.

## Život
Narodila se 6. září 1964 v Žilině, v rodině JUDr. Jaromíra Svobody, který se v roce 1988 stal místopředsedou Nejvyššího soudu ČSSR. V letech 1982–1986 absolvovala studium na Právnické fakultě Univerzity Komenského v Bratislavě, kde získala titul doktor práv. Na uvedené fakultě získala v roce 1997 hodnost kandidáta věd v oboru občanské právo a v roce 2000 vědecko-pedagogickou hodnost docent v oboru občanské právo.
Od 1. února 1997 do 30. června 2005 podnikala v rámci živnosti, od 12. srpna 2003 do 13. dubna 2007 byla předsedkyní dozorčí rady společnosti RF Development, a.s. (Od 22. října 2008 název Elwing Czech Republic, as) a od 9. listopadu 2004 do 21. září 2007 byla společnicí RHK REAL sro
Působí jako vyučující na Katedře občanského práva Právnické fakulty Univerzity Komenského v Bratislavě, zároveň má vlastní advokátní kancelář s generální praxí v Bratislavě.
Dne 9. listopadu 2016 ji slovenský prezident Andrej Kiska jmenoval profesorkou v oboru občanské právo.

## Osobní život
Zřejmě v roce 1988 se provdala za Roberta Fica, se kterým se seznámila během studia. V daném roce uskutečnili svatební cestu na Maltu, což Ľubomír Morbacher, historik z Ústavu paměti národa, komentoval pro deník Pravda následovně: "Režim nerad viděl, že se nějací novomanželé vydají na svatební cestu do kapitalistického zahraničí, protože to zakládalo možnost, že utečou. Pokud se takto někdo dostal, předpokládám, že to byl člověk loajální k režimu a existovaly i pro ten režim důvody, že je loajální [...] a existovaly záruky, že nezůstane na Západě. " Podobně se vyjádřil Miroslav Lehký z Ústavu pro studium totalitních režimů pro deník SME.
Jejich syn Michal Fico, který je absolventem soukromého gymnázia Forel International School v Bratislavě (současný název: Cambridge International School),  studoval i na Národohospodářské fakultě Ekonomické univerzity v Bratislavě.